# Distrikt Cusca
Der Distrikt Cusca liegt in der Provinz Corongo in der Region Ancash in West-Peru. Der Distrikt wurde am 9. Mai 1923 gegründet. Er besitzt eine Fläche von 426 km². Beim Zensus 2017 wurden 2828 Einwohner gezählt. Im Jahr 1993 lag die Einwohnerzahl bei 2513, im Jahr 2007 bei 2792. Die Distriktverwaltung befindet sich in der 3242 m hoch gelegenen Ortschaft Cusca mit 388 Einwohnern (Stand 2017). Cusca liegt 7 km nordnordöstlich der Provinzhauptstadt Corongo.

## Geographische Lage
Der Distrikt Cusca liegt an der Westflanke der peruanischen Westkordillere im Nordosten der Provinz Corongo. Der Río Manta, ein rechter Nebenfluss des Río Santa, fließt entlang der südwestlichen Distriktgrenze nach Süden und entwässert das Areal. 
Der Distrikt Cusca grenzt im Westen an den Distrikt Aco, im Norden an die Distrikte Cabana und Conchucos (beide in der Provinz Pallasca), im Osten an die Distrikte Ragash, Cashapampa und San Juan (alle drei in der Provinz Sihuas), im Südosten an den Distrikt Yuracmarca (Provinz Huaylas) sowie im Südwesten an die Distrikte La Pampa und Yánac.